# Sarah Andersen

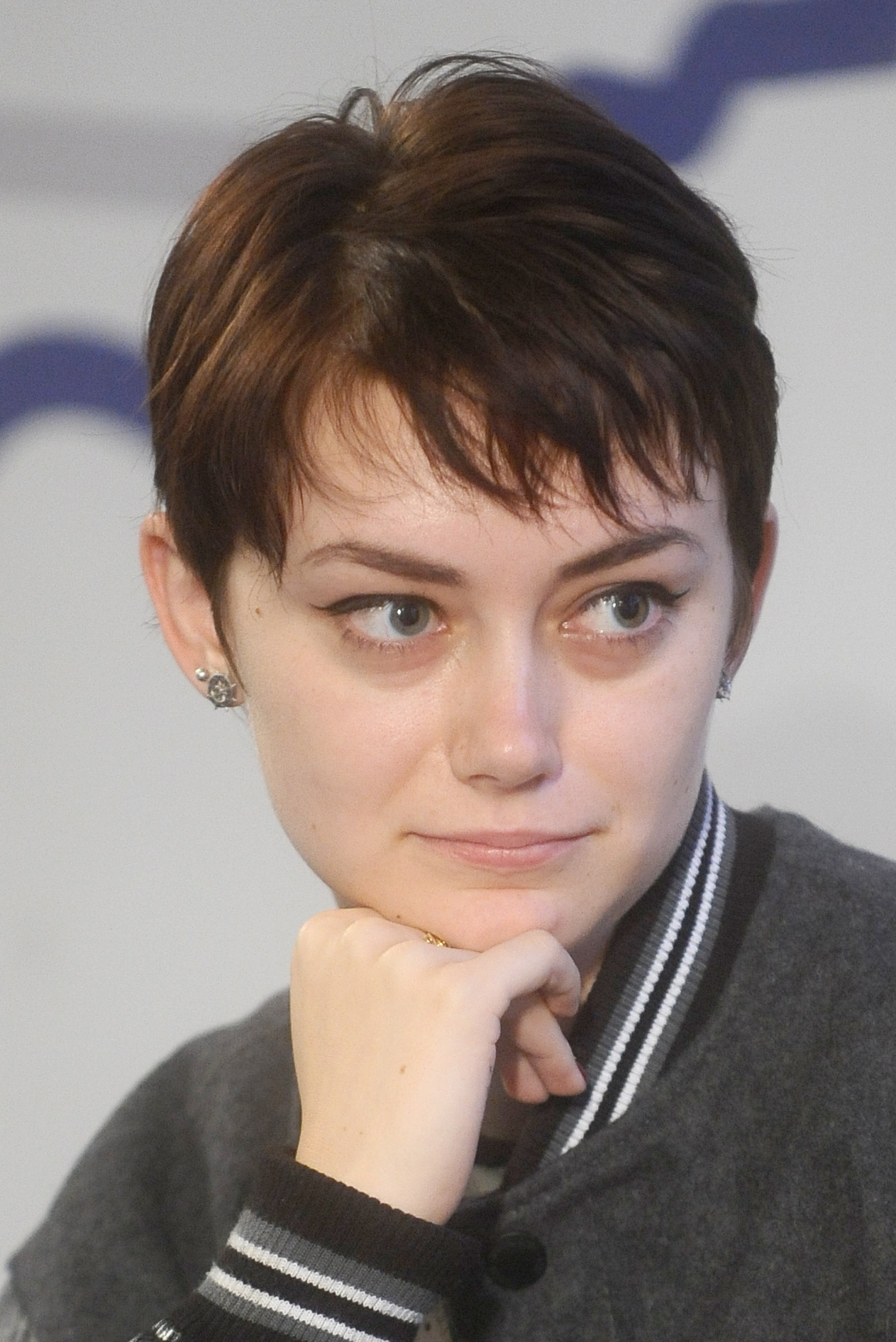
Sarah Andersen bei der Lucca Comics & Games 2016

Sarah Andersen (* 15. Juni 1992 in Portland, Oregon) ist eine US-amerikanische Comiczeichnerin, Autorin von Graphic Novels und Illustratorin, die durch den Webcomic Sarah’s Scribbles bekannt wurde.

## Werdegang
Andersen absolvierte 2014 das Maryland Institute College of Art (MICA). Während ihres Studiums begann sie, den halbautobiografischen Webcomic Sarah's Scribbles (zunächst: Doodle Time) zu zeichnen. Sie gewann mit der Serie drei Jahre in Folge den Goodreads Choice Award in der Kategorie für Beste Graphic Novels und Comics. 2016 erhielt sie den Preis erneut für ihr erstes Buch Adulthood is a Myth (Erwachsen werd ich vielleicht später). 2017 wurde sie für ihr Buch Big Mushy Happy Lump und 2018 für Herding Cats ausgezeichnet.
Andersen arbeitete zusammen mit dem Autor Andy Weir an der Graphic Novel Cheshire Crossing, die im Juli 2019 veröffentlicht wurde. Diese basiert auf einem früheren Comic vom Weir.
2019 begann Andersen damit, den Webcomic Fangs (Fangs - voll verbissen) auf der Plattform Tapas zu veröffentlichen, der eine übernatürliche Liebesgeschichte erzählt. Der Verlag Andrews McMeel Publishing brachte Fangs im September 2020 als Buch heraus. Es wurde sowohl zum Publishers Weekly Bestseller des Monats als auch zum New York Times Bestseller im Oktober 2020.
Im Januar 2020 bemalte Andersen in Mexiko-Stadt im Zuge eines öffentlichen Kunstprojektes eine Wand mit ihren Figuren. Diese wurde jedoch innerhalb weniger Tage mit Graffiti überdeckt.